# Laurenen
Laurenen ist ein polycyclisches Diterpen mit einer [5.5.5.7]Fenestren-Struktur.

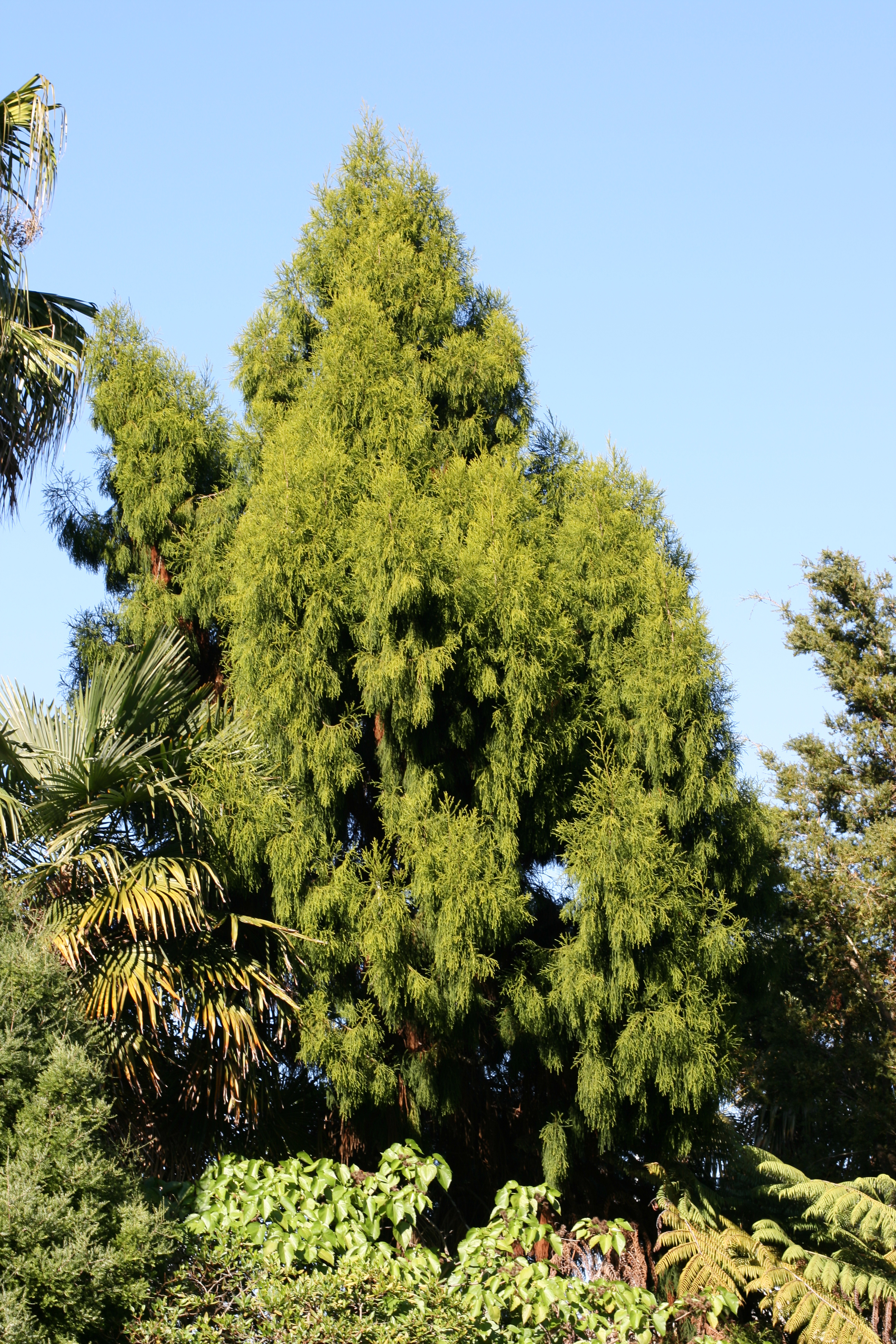
Rimu-Harzeibe (Dacrydium cupressinum)

 Die Verbindung wurde 1970 von Denis Lauren in Extrakten aus der Rimu-Harzeibe (Dacrydium cupressinum) entdeckt; die korrekte Struktur wurde 1979 publiziert. Es ist bis heute das einzige bekannte natürlich vorkommende Fenestran mit einem nur aus Kohlenstoff bestehenden Ringsystem. Welche Funktion Laurenen in der Biologie der Rimu-Harzeibe erfüllt, ist derzeit unbekannt. Seit die Struktur von Laurenen 1979 identifiziert wurde, sind drei Synthesen für das Molekül entwickelt worden.